# Schnellenbach
Schnellenbach ist eine Ortschaft in Engelskirchen im Oberbergischen Kreis im Regierungsbezirk Köln in Nordrhein-Westfalen (Deutschland).

## Lage und Beschreibung
Der Ort liegt etwa vier Kilometer vom Hauptort Engelskirchen entfernt.

## Geschichte

### Erstnennung
1492 wurde der Ort das erste Mal urkundlich erwähnt und zwar „Unter den inkommenden Leuten aus dem Lande von der Mark nach Homburg“ wird u. a. Snellenbach genannt.
Schreibweise der Erstnennung: Snellenbach

## Freizeit

### Vereinswesen
- Bürger- und Verschönerungsverein Schnellenbach e. V. 1905
- Förderverein Gemeinschaftsgrundschule Schnellenbach e. V.

### Sport
- Sportverein Schnellenbach
- Schachverein Schnellenbach

## Schulen
- Gem. Grundschule Schnellenbach

## Kirchliche Einrichtungen
- Ev. Kirchengemeinde Schnellenbach
- Ev. Kirchenchor Schnellenbach
- Ev. Jugendchor „Joyful Singers“
- Ev. Kinderchor „Regenbogenchor“

## Bus und Bahnverbindungen

### Linienbus
VRS 317 Gummersbach – Ründeroth (OVAG) mit der Linie 317 Gummersbach – Ründeroth (OVAG). Haltestellen: Schnellenbach Dorfstraße, Am Stiegel und Saarstraße
Der Bürgerbusverein Engelskirchen e. V. ist ein freiwilliger Zusammenschluss von Bürgern der Gemeinde Engelskirchen und soll insbesondere älteren Menschen sowie unmotorisierten Jugendlichen in den abgelegenen Außenbereichen die Möglichkeit geben, mobiler zu werden.
Der Bürgerbus ist keine Konkurrenz zu bestehenden Beförderungsangeboten, sondern soll eine Ergänzung darstellen und die Beförderungslücken schließen.